# Cody Cropper
Cody Cropper (Atlanta, Georgia, Estados Unidos, 16 de febrero de 1993) es un futbolista estadounidense. Juega como portero y se encuentra cómo agente libre.

## Trayectoria

### Inicios
Cropper se mudó a Inglaterra cuando era un adolescente y pasó un tiempo en la academia del Ipswich Town para después unirse a la del Southampton en agosto de 2012.

### Milton Keynes Dons
El 30 de junio de 2015, Cropper fue fichado por el recientemente ascendido al Football League Championship inglés Milton Keynes Dons y el 11 de agosto de 2015 hizo su debut con dicho club en un partido por la Copa de la Liga de Inglaterra frente al Leyton Orient. Hizo su debut en la liga el 23 de febrero de 2016 en el empate 1-1 frente al Huddersfield Town.

## Clubes
| Club                       | País           | Año       |
| -------------------------- | -------------- | --------- |
| Milton Keynes Dons F. C.   | Inglaterra     | 2015-2016 |
| New England Revolution     | Estados Unidos | 2016-2019 |
| Hartford Athletic (cesión) | Estados Unidos | 2019      |
| Houston Dynamo F. C.       | Estados Unidos | 2020      |
| F. C. Cincinnati           | Estados Unidos | 2021      |
| Memphis 901 F. C. (cesión) | Estados Unidos | 2021      |
| Vancouver Whitecaps F. C.  | Canadá         | 2022-2023 |

## Selección nacional
Cropper ha representado a los Estados Unidos a nivel juvenil en varios niveles, siendo parte del equipo que compitió en los torneos Sub-20 de la Concacaf en las ediciones de 2011 y 2013. Además, fue el portero titular de los Estados Unidos en la Copa Mundial de Fútbol Sub-20 de 2013.
Más recientemente, Cropper ha sido un miembro regular de la selección estadounidense sub-23.

## Vida privada
Cropper nació en Atlanta y se mudó a Minnesota a sus 12 años.